# Горњи Бушевић (Босанска Крупа)
Горњи Бушевић је насељено мјесто у Босни и Херцеговини, у општини Босанска Крупа, које административно припада Федерацији Босне и Херцеговине. Према попису становништва из 1991. у пријератном насељеном мјесту Горњи Бушевић је живјело 493 становника. Након потписивања Дејтонског споразума један дио пријератног Горњег Бушевића је припао Федерацији БиХ, а други Републици Српској. Према попису становништва из 2013. у насељу је пописано 31 лице.

## Становништво
| Демографија | Демографија | Демографија |
| Година      | Становника  | Становника  |
| ----------- | ----------- | ----------- |
| 1948.       | 867         |             |
| 1953.       | 911         |             |
| 1961.       | 871         |             |
| 1971.       | 777         |             |
| 1981.       | 658         |             |
| 1991.       | 493         |             |